# Todd Jones (muzyk)
Todd Jones (ur. 1982) – amerykański gitarzysta, wokalista, producent muzyczny.

## Życiorys
Urodził się w 1982. Muzyką zainteresował się w 1992 za sprawą audycji Headbangers Ball w stacji MTV i obejrzanej wówczas grupy Nirvana. Przez lata związany ze sceną muzyki hardcore. Pod koniec lat 90. XX wieku grał na gitarze w składzie Stand Your Ground. Potem jako gitarzysta i producent tworzył zespół Carry On. W kwietniu 2002 założył grupę Terror (wraz z nim wokalista Scott Vogel i perkusista Nick Jett). W pierwszych jej wydawnictwach odpowiadał za kompozycje, aranżacje, wszystkie partie gitar, w tym pierwszej EP pt. Lowest of the Low (2003) i pierwszego pełnego albumu pt. One with the Underdogs (2004). Był członkiem grupy do 2004, po czym odszedł, jako że nie zdołał znieść życia koncertowego. Potem był związany z zespołami Infernal Affairs, Betrayed, Snake Eyes, Knife Fight. Po odejściu z Terroru zajmował się też organizacją koncertów.
W 2009 w Oxnard założył grupę Nails, wykonujący muzykę z pogranicza hardcore’u oraz grindcore’u, powerviolence, sludge (w efekcie muzyka jest bardziej mroczna, metalowa i punkowa aniżeli czysty hc), w której został gitarzystą i wokalistą. Według jego słów od początku istnienia tej formacji ideą była projekcja emocji i gniewu.
W 2021 ogłoszono wydanie przez Terror albumu kompilacyjnego pt. Trapped in a World, który zawierał ponownie nagrane (na żywo studiu) utwory z płyt Lowest of the Low (2003) i One with the Underdogs (2004), wyprodukowanych i zmiksowanych przez Todda Jonesa, który nagrał też niektóre partie gitar. Na 6 maja 2022 zaplanowano wydanie albumu studyjnego pt. Pain into Power nakładem Pure Noise Records, który został wyprodukowany przez Jonesa.
Używa gitar ESP; modeli LTD V-407B oraz E-II Arrow. Założył też własną wytwórnię muzyczną Streetcleaner Records.

## Dyskografia
Stand Your Ground
- Stand Your Ground (1998)

Carry On
- Roll with the Punches (2000)
- It's All Our Blood (2001)
- A Life Less Plagued (2001)

Terror
- 4 Song Demo (2002)
- Don’t Need Your Help / Push It Away (2002)
- Live & Death (2003)
- Lowest of the Low (2003)
- Three Way Split (2003)
- Dead Man’s Hand Vol. 2 (2004)
- One with the Underdogs (2004)
- Trapped in a World (2021)
- Pain into Power (2022)

Internal Affairs
- Internal Affairs (2005)

Betrayed
- Addiction (2005)
- Substance (2006)

Snake Eyes
- Hellbent (2007)

Nails
- Obscene Humanity 12" (EP, 2009)
- Unsilent Death (2010)
- Obscene Humanity 7" (EP, 2012)
- Nails/Skin Like Iron Split 7" (EP, 2012)
- Abandon All Life (2013)
- You Will Never Be One of Us (2016)
- Nails / Full of Hell Split 7" (EP, 2016)
- I Don’t Want to Know You 7" (EP, 2019)

Knife Fight
- Isolated (2010)

Fireburn
- Don’t Stop The Youth (2017)

Występy gościnne
- Vendetta – See Right Through (2003)
- Soulfly – śpiew w utworze "Sodomites" na albumie Archangel (2015)
- Youth Code – gitara w utworze "Shift Of Dismay" (ok. 2016)
- Strife – Live at The Troubadour (2017)